# Kanton Saint-Cernin
Kanton Saint-Cernin (fr. Canton de Saint-Cernin) je francouzský kanton v departementu Cantal v regionu Auvergne. Tvoří ho sedm obcí.

## Obce kantonu
- Besse
- Freix-Anglards
- Girgols
- Saint-Cernin
- Saint-Cirgues-de-Malbert
- Saint-Illide
- Tournemire